# Copiapoa fusca
Copiapoa fusca es una especie de planta suculenta perteneciente al género Copiapoa, dentro de la familia Cactaceae. Es endémica del norte de Chile (desierto de Atacama).

## Descripción
Copiapoa fusca es una especie de cactus que crece tanto de forma individual como formando grupos de hasta 30 individuos, aunque la mayoría de las plantas tienen 1 o 2 cabezas. La forma de los tallos va de globosa a moderadamente aplanada, aunque tienden a alargarse ligeramente. Miden hasta 60 cm de diámetro, la epidermis es de color gris verdosa con la base amarillenta y están cubiertos de una fina capa parcial de cera blanca. Tienen el ápice hundido, mide 2 cm de diámetro y está recubierto de lana gris pálido-amarillenta.  
Su raíz principal mide 3 cm de diámetro y 12 cm de largo. Tiene la superficie de color marrón y presenta una constricción en forma de cuello de 1 cm de ancho. 
Los tallos presentan de 13 a 15 costillas dispuestas verticalmente y divididas en tubérculos redondos un poco alargados. Sobre ellos se asientan areolas ovaladas de 0,2 cm de diámetro, con espinas rectas en forma de aguja y de color gris. Entre ellas se distinguen de 1 a 3 espinas centrales fuertes apuntando en dirección opuesta al cuerpo y de hasta 4 cm de largo. También tienen de 6 a 7 espinas radiales más delgadas y más cortas que están ligeramente apuntando hacia afuera del cuerpo, midiendo 1,5 cm de largo.   
Las flores emergen del ápice lanoso, tienen forma de embudo y mide de 2,7 a 3,1 cm de largo y de 2 a 3,6 cm de diámetro. Son de color amarillo con las puntas de color rojo a marrón y se abren durante el día. El fruto es ligeramente ovalado y mide 1 cm de diámetro. Es de color marrón y está cubierto por un poco de lana. En su interior contienen aproximadamente 50 semillas negras y brillantes. Señalar que los frutos y las flores viejas permanecen adheridas a la lana, incluso cuando están surgiendo nuevos brotes.

## Distribución y hábitat
El área de distribución nativa de esta especie es el norte de Chile (desierto de Atacama) y crece principalmente en biomas desérticos o de matorrales secos. Se desarrolla entre suelos de grava y pedregales, en colinas no empinadas y llanuras, a elevaciones entre los 320 y los 700 metros sobre el nivel del mar. 

## Taxonomía
Copiapoa fusca fue descrita por los botánicos británicos Ingrid Schaub y Ricardo Keim, y publicada por primera vez en la revista científica Cactus Explorers 16: 42 en el año 2016. 

Etimología
- Copiapoa: nombre genérico que hace referencia a la ciudad chilena de Copiapó, ubicada en el desierto de Atacama, lugar donde se encuentran la mayoría de las especies de este género.
- fusca: epíteto específico que proviene del latín fuscus, que significa "oscuro" o "marrón", haciendo referencia a color oscuro de la planta.[3]

## Usos
Se cultiva principalmente como planta ornamental y su propagación se realiza a través de esquejes o semillas.